# Байс, Маргарита
Святая Маргарита Байс (фр. Marguerite Bays; 8 сентября 1815, Сивирье — 27 июня 1879, Сивирье) — швейцарская францисканка-мирянка, мистик. Вела простую жизнь, трудилась швеёй и одновременно служила в приходе, обучала детей катехизису, помогала бедным, навещала больных и умирающих. Свой праведный путь она видела не в монашестве, а в миру.
8 декабря 1854 года, когда папа Пий IX провозгласил догмат о непорочном зачатии Пресвятой Девы Марии, Маргарита Байс исцелилась от рака и в тот же день получила стигматы, мистическое происхождение которых было подтверждено врачами и церковью.
Умерла на праздник Святейшего Сердца Иисуса в возрасте 63 лет. После её смерти Ватикан признал чудо, приписываемое её покровительству: двухлетний ребёнок спасся после того, как его переехал 816-килаграммовый трактор. 29 октября 1995 года папа Иоанн Павел II объявил Байс блаженной. 13 октября 2019 года папа Франциск причислил её к лику святых.
День памяти — 27 июня.